# Velký Jeníkov
Velký Jeníkov (německy Groß Jenikau) je malá vesnice, část obce Studená v okrese Jindřichův Hradec v Jihočeském kraji. Nachází se asi pět kilometrů jihozápadně od Studené. Je zde evidováno 22 adres. V roce 2011 zde trvale žilo čtrnáct obyvatel.
Velký Jeníkov je také název katastrálního území o rozloze 2,57 km².

## Historie
První písemná zmínka o vesnici pochází z roku 1358.

## Obyvatelstvo
| Rok            | 1869 | 1880 | 1890 | 1900 | 1910 | 1921 | 1930 | 1950 | 1961 | 1970 | 1980 | 1991 | 2001 | 2011 | 2021 |
| -------------- | ---- | ---- | ---- | ---- | ---- | ---- | ---- | ---- | ---- | ---- | ---- | ---- | ---- | ---- | ---- |
| Počet obyvatel | 122  | 134  | 138  | 151  | 124  | 130  | 133  | 74   | 74   | 60   | 46   | 26   | 16   | 14   | 21   |
| Počet domů     | 21   | 22   | 22   | 22   | 21   | 22   | 22   | 22   | 21   | 18   | 15   | 19   | 20   | 20   | 20   |

## Obecní správa
Při sčítání lidu v letech 1850–1974 Velký Jeníkov byl samostatnou obcí, se kterým patřily nejprve do okresu Dačice, ale od roku 1960 v okrese Jindřichův Hradec. Od 1. července 1974 do 29. dubna 1976 byl částí obce Olšany v okrese Jindřichův Hradec. Od 30. dubna 1976 do 30. června 1985 byl částí obce Heřmaneč v okrese Jindřichův Hradec. Od 1. července 1985 je částí obce Studená v okrese Jindřichův Hradec. Poté se Heřmaneč opět osamostatnila, ale Velký Jeníkov již zůstal součástí Studené.